# Aphrophila neozelandica
Aphrophila neozelandica là một loài ruồi trong họ Limoniidae. Chúng phân bố ở miền Australasia.